# Thelypteris abrupta
Thelypteris abrupta är en kärrbräkenväxtart som först beskrevs av Nicaise Augustin Desvaux, och fick sitt nu gällande namn av George Richardson Proctor. Thelypteris abrupta ingår i släktet Thelypteris och familjen Thelypteridaceae. Inga underarter finns listade.